# Ковач, Штефан (футболист)
Ште́фан (И́штван) Ко́вач (рум. Ştefan Covaci, венг. Kovács Istvan; 2 октября 1920, Тимишоара, Румыния — 12 мая 1995, Клуж-Напока) — румынский футболист и тренер, играл на позиции нападающего или полузащитника.

## Биография
Ковач родился в румынском городе Тимишоаре. Отец — венгр, мать — румынка. Он был незаурядным игроком, хотя имел как индивидуальную технику, так и тактические навыки. Он не вызывался в сборную Румынии, в отличие от своего старшего брата Николае Ковача, который был одним из пяти игроков, которые участвовали во всех трёх чемпионатах мира до Второй мировой войны.
Первых тренерских успехов Ковач достиг у руля «Стяуа», с которой в 1967—1971 годах он выиграл чемпионат и три кубка Румынии.
После этого в 1971 году он сменил Ринуса Михелса на должности тренера «Аякса», продолжая и совершенствуя свою философию «тотального футбола». С «Аяксом» он два раза подряд выиграл Кубок европейских чемпионов УЕФА в 1972 и 1973 годах. В 1972 году он даже выиграл Межконтинентальный кубок, а также первый Суперкубок УЕФА 1973. Кроме того, он привёл «Аякс» к победе в кубке и чемпионате в 1972 году и ещё одному чемпионству 1973 года.
После того, как он покинул «Аякс» в 1973 году, Федерация футбола Франции пригласила его возглавить национальную сборную. В этой должности он занялся подготовкой молодого поколения команды. Журналисты France Football спросили его по приезде, сколько времени потребуется, чтобы сделать Францию великой командой, он ответил, что через 8—10 лет мы можем создать хорошую национальную сборную. Мишель Идальго, его ассистент и преемник, воспользовался плодами трудов Ковача и привёл Францию к победе на чемпионате Европы 1984.
После этого Ковач вернулся в Румынию, став тренером национальной сборной. Позже он руководил «Панатинаикосом» и «Монако».
Он умер 12 мая 1995 года, за 12 дней до того, как «Аякс» выиграл свой четвёртый Кубок европейских чемпионов (тогда уже Лига чемпионов).

## Достижения

### Командные
«Аякс»
- Победитель Кубка европейских чемпионов (2): 1971/72, 1972/73
- Победитель Межконтинентального кубка: 1972
- Чемпион Нидерландов (2):1971/72, 1972/73

«Стяуа»
- Чемпион Румынии: 1967/68
- Обладатель Кубка Румынии (4): 1966/67, 1968/69, 1969/70, 1970/71

«Панатинаикос»
- Обладатель Кубка Греции: 1981/82

### Личные
- Лучший тренер в истории футбола:
  - 36 место (World Soccer)[4][5]
  - 43 место (France Football)[6]